# Iglesia de Santa Teresa de Ávila (Detroit)
La iglesia de Santa  Teresa de Ávila es una iglesia localizado en 8666 Quincy Calle en Detroit, la ciudad más grande del estado de Míchigan (Estados Unidos). Esté listado en el Registro Nacional de Sitios Históricos en 1989.

## Descripción
El complejo consta de la iglesia, la rectoría, la escuela y el convento. Todos los edificios son esencialmente de carácter neorrománico y están construidos con ladrillos de color rojo oscuro adornados con piedra caliza de Indiana.
La iglesia es de estilo románico italiano, con influencias neobizantinas y art déco. Tiene una fachada frontal a dos aguas con torres a los lados. La entrada es a través de un pórtico porticado románico de cinco arcos y dos pisos. Sobre la entrada hay una ventana redonda flanqueada por hornacinas arqueadas.
La escuela es un edificio en forma de I de tres pisos; la rectoría es una casa de entrada central de cinco bahías con detalles neorrománicos. El edificio del convento de tres pisos, que fue construido durante la Gran Depresión, presenta una ornamentación más modesta. Un pabellón central que contiene la entrada divide el edificio en tres elementos.

## Importancia
La parroquia de Santa Teresa de Ávila se construyó como una parroquia irlandesa-estadounidense, construida en un momento en que la prosperidad de la comunidad era tal que este magnífico complejo podía permitirse. La necesidad de este edificio refleja el boom demográfico de la ciudad provocado por la industria del automóvil.

## Galería

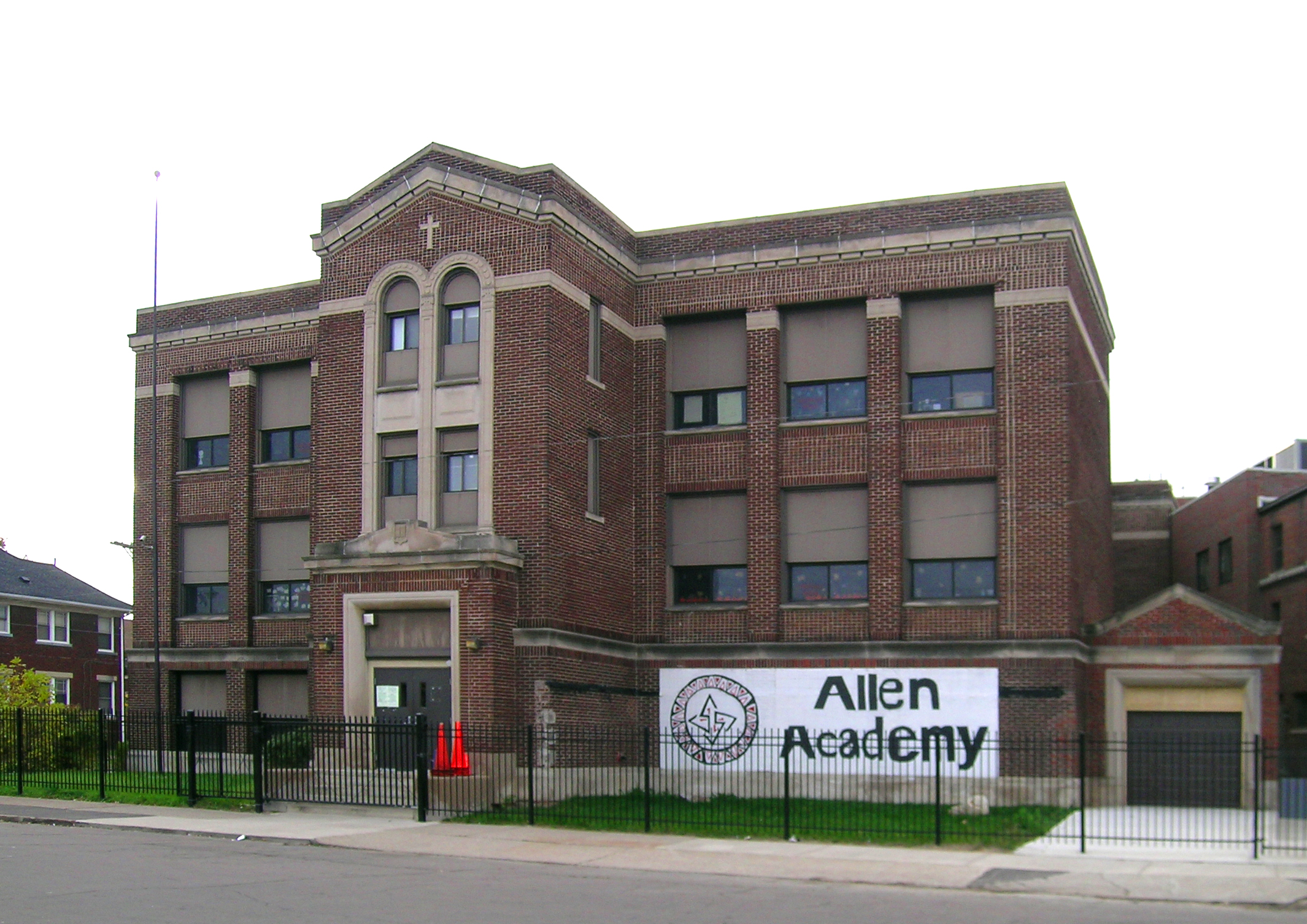
Escuela (Academia Allen)
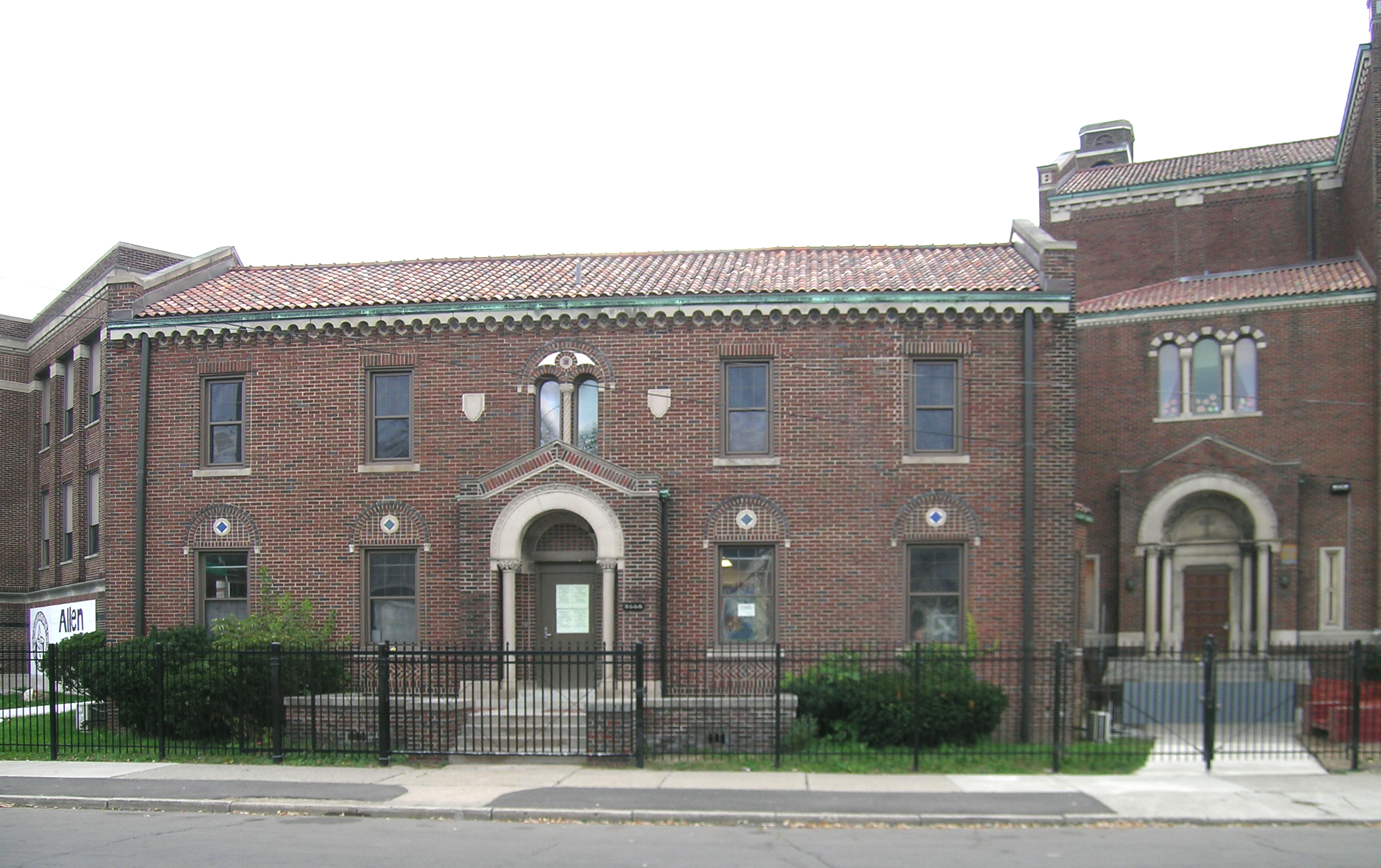
Rectoría